# The Poker House
The Poker House, retitulado subsequentemente como Behind Closed Doors (bra: A Casa de Jogos),  é um filme de 2008 de drama estadunidense escrito e o primeiro dirigido por Lori Petty e estrelado pela até então desconhecida Jennifer Lawrence, no papel principal. O filme retrata um dia doloroso na vida de uma adolescente (Lawrence) que está criando suas duas irmãs mais novas no bordel de sua mãe. A história é baseada no próprio início da vida de Petty durante meados da década de 1970.

## Elenco
- Jennifer Lawrence ... Agnes
- Selma Blair ... Sarah
- Chloë Grace Moretz ... Cammie
- Bokeem Woodbine ... Duval
- David Alan Grier ... Stymie
- Danielle Campbell ... Darla
- Sophi Bairley ... Bee
- Casey Tutton ... Sheila

O pai de Jennifer Lawrence, Gary Lawrence, aparece de forma não creditada no filme como treinador de basketball do outro time.

## Recepção
Stephen Farber, do Hollywood Reporter escreveu: "Enquanto o filme tem momentos fortes e  apresentações, ele ilustra os  perigos de filmes excessivamente pessoais." Kevin Thomas, do Los Angeles Times: "Independentemente de se o  filme é toda a ficção ou toda a  verdade ou uma mistura, tem um anel da verdade sobre ele forte bastante para sustentar um revestimento do desafio sob todas as probabilidades." John Wheeler, do L.A. Weekly disse que "é um dos filmes mais pessoais, feridos há anos. Que também é um dos mais confusos reflete o quão profundamente ele brota da psique de seu diretor."
Kevin Carr, do 7M Pictures foi menos elogioso em seu comentário dizendo que o filme "parecia apontar um dedo para seu próprio público e repreendê-lo por sua ignorância deste problema e aparente falta de vontade para ajudar." Andrew L. Urban, do Urban Cinefile disse que é "Um daqueles filmes  autobiográficos ... como Running with Scissors ... que  mostra como as crianças podem sobreviver e até mesmo prosperar emocionalmente, espiritualmente (eventualmente) apesar de uma infância horrível." John J. Puccio, do Movie Metropolis disse que "a atuação é tão boa e a luta das meninas para superar sua opressão é tão afetando, é difícil processar as intenções do filme." No Rotten Tomatoes tem uma classificação "podre" de 57%.